# Sint Antoniusgesticht (Rotterdam)

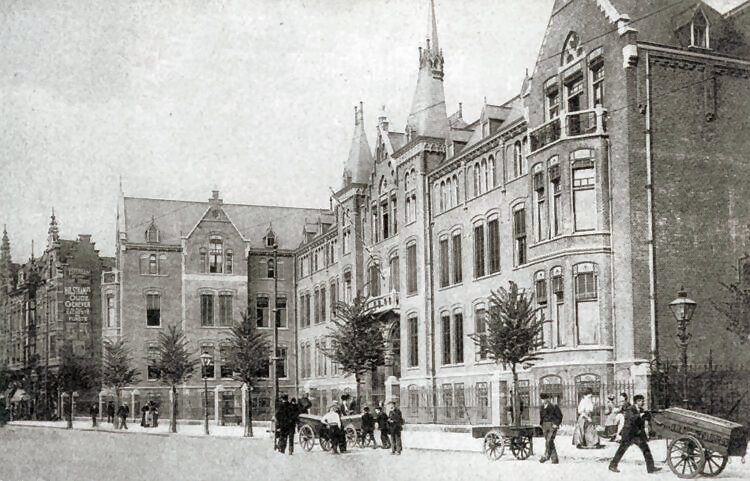
Sint Antoniusgesticht in 1910

Het Sint Antoniusgesticht was een rooms-katholiek verpleeghuis in de Rotterdamse wijk het Oude Westen. De tegenwoordige naam is 'Laurens Antonius Binnenweg' en betreft alleen het gebouw achter het pand aan de Binnenweg 33. In het nog bestaande oude gebouw aan de Binnenweg 35 (Gemeentelijk monument) is een opvang voor ouderenpsychiatrie gehuisvest; Bavo Europoort.
Het Sint Antoniusgesticht is in 1866 opgericht en richtte zich in eerste instantie op ongeneeslijk zieke rooms-katholieke vrouwen. Vanaf 1870 werden ook mannen verpleegd en sinds 1871 werden ook niet-katholieken toegelaten. Het Antoniusgesticht is sinds de 19e eeuw gevestigd op een perceel tussen de West-Kruiskade en de Nieuwe Binnenweg. In 1907 werd het gebouw aan de Nieuwe Binnenweg gebouwd naar een ontwerp van Albert Margry, J.M. Snickers en F. Laureys. Vanuit het Sint Antoniusgesticht bestond toen een vrij uitzicht over het Land van Hoboken. Opname in Antonius was een schrikbeeld voor oudere Rotterdammers; het betekende een ongeneeslijke ziekte en mannen en vrouwen (ook echtparen) werden strikt gescheiden.
In de tachtiger jaren is het noordelijk deel van het complex gesloopt. Het heeft plaatsgemaakt voor een veertien hectaren groot wijkpark: (Park Het Oude Westen). Toen is ook een nieuw pand gebouwd, geopend door prinses Juliana.